# Neuropatia
Neuropatia ou transtorno/distúrbio neurológico é um termo geral que se refere a doenças ou problemas no funcionamento dos nervos (patologias). Nervos podem ser comprometidos por problemas genéticos, infecções, toxinas, drogas, lesões físicas ou mesmo por reações do próprio organismo. Neuropatias são classificadas de acordo com a causa e localização dos nervos que são afetados ou pelas características da lesão.

## Classificação
Por sistema afetado:
- Neuropatia central: Quando afeta o sistema nervoso central, ou seja, encéfalo ou medula espinhal.
- Neuropatia periférica: Quando afeta o sistema nervoso periférico, como nervos de braços e pernas.
- Neuropatia autonômica: Quando afeta o sistema nervoso autônomo, que controla órgãos como coração, pulmões, intestinos, bexiga ou genitais.

Dependendo da intensidade e amplitude:
- Mononeuropatia: Afeta apenas um nervo, por exemplo apenas o nervo carpiano, o nervo cubital ou nervo radial.
- Polineuropatia: Afeta vários nervos no mesmo local, por exemplo paralisando um braço todo.
- Mononeurite múltipla: Um nervo num local e outro nervo em outro local, por exemplo um no braço e outro na perna.
- Polineurite múltipla: Vários nervos em locais diferentes, geralmente por uma doença sistêmica que degenera os nervos ou células gliais.

Dependendo dos nervos afetados:
- Motora: Causa problemas no controle dos movimentos voluntários.
- Sensitiva: Causa problema na percepção de toque, pressão, temperatura, dor e vibrações.
- Vegetativos: Controlam órgãos inconscientes autônomos como batimento cardíaco, peristaltismo e respiração.

### CID-10
Classificação por causas:
- (G00-G09) Doenças inflamatórias: meningites, encefalites...
- (G10-G13) Atrofias sistêmicas: Doença de Huntington, ataxias...
- (G20-G26) Transtornos dos movimentos: Parkinsonismos, distonias...
- (G30-G32) Doenças neurodegenerativas: Doença de Alzheimer, doença de Pick...
- (G35-G37) Doenças desmielinizantes: Escleroses, mielites...
- (G40-G47) Transtornos episódicos e paroxísticos: Epilepsias, enxaqueca, AVC...
- (G50-G59) Transtornos dos nervos, das raízes e dos plexos nervosos: Transtornos do nervo trigêmeo ou de outros pares cranianos
- (G60-G64) Polineuropatias: Doença de Charcot-Marie-Tooth, Doença de Refsum...
- (G70-G73) Doenças da junção mioneural e dos músculos: Distrofia muscular, miopatia congênita...
- (G80-G83) Paralisias: Monoplegia, paraplegia, tetraplegia...
- (G90-G99) Outros transtornos do sistema nervoso: Hidrocefalia, Encefalopatia tóxica, Edema cerebral...

## Causas
As causas comuns incluem:
- Doenças sistêmicas:
  - Diabetes mellitus (causa neuropatia diabética)
  - Lúpus eritematoso sistêmico
  - Artrite reumatoide
  - Síndrome de Guillain-Barré

- Infecção bacteriana ou viral:
  - Herpes-zóster,
  - Hanseníase,
  - AIDS (SIDA),

- Neurotoxinas[4]:
  - Triortocresilfosfato
  - Ortodinitrofenol
  - Muitos solventes
  - Monóxido de carbono
  - Metais pesados

- Uso de drogas:
  - Alcoolismo
  - Metanfetaminas
  - Barbital

- Trauma físico: 
  - Traumatismo craniano
  - Acidente automobilístico
  - Cirurgia
  - Raio

- Deficiência nutricional: 
  - Deficiência de vitamina A,
  - Deficiência de vitamina B1
  - Deficiência de vitamina B12,
  - Deficiência de vitamina E

- Medicamentos[4]:
  - Alguns quimioterápicos,
  - Clorobutanol
  - Sulfonamidas
  - Nitrofurantoína

- Tumores
  - Neoplasia maligna das meninges
  - Neoplasia maligna do encéfalo
  - Neoplasia maligna da medula espinhal

- Idiopáticas (desconhecidas, possivelmente genéticas)

## Sinais e sintomas
Os sintomas dependem do tipo de nervo afetado. Sintomas relacionados à lesão de nervos sensoriais podem incluir:
- Parestesias como dormência e formigamento,
- Queimação ou dor tipo um choque,
- Dor como pontadas, como agulhas,
- Extrema sensibilidade ou insensibilidade ao toque.

Se os nervos motores são afetados por neuropatia, os sintomas podem incluir:
- Fraqueza muscular,
- Falta de coordenação motora,
- Distúrbios da marcha,
- Paralisia.

Por outro lado se nervos autônomos são afetados, os sintomas dependem muito do órgão afetado, e podem incluir:
- Intolerância ao calor,
- Problemas digestivos como náusea, vômito, diarreia, incontinência,
- Incontinência urinária,
- Impotência sexual,
- Tonturas ou fraqueza causado por alterações na pressão arterial,
- Visão turva.

## Diagnóstico
Os estudos de imagem, como raios-X, tomografia computadorizada e exames de ressonância magnética podem ser realizados para procurar fontes de pressão sobre ou danos aos nervos. Exames mais específicos incluem: 
- Eletromiografia (EMG) para medir o funcionamento dos nervos.
- Teste de velocidade de condução nervosa (NCV) mede a velocidade à qual os sinais viajam através dos nervos.
- Biópsia de nervo para analisar as células em um microscópio.